# Werkraum
Werkraum ist ein deutsches Musikprojekt, hinter dem Axel Frank steht. Die Musik ist unter anderem von psychedelischen Folkeinflüssen geprägt.

## Geschichte
Seit der Gründung 1999 gab es verschiedene Zusammenarbeiten mit Bands wie Lady Morphia und Changes. Frank war gleichzeitig unter seinem Pseudonym Hanns Aufschring Mitglied bei der österreichischen Band Sturmpercht. Parallel folgten Auftritte als Sessionmusiker sowie Arbeiten als Ton- und Masteringingenieur. Neue musikalische Arbeiten waren für 2009 und 2010 geplant; 2009 wurde jedoch die Trennung vom Label Steinklang bekannt, so dass auch keine weitere Mitarbeit bei Sturmpercht mehr erfolgte. Nach mehrjähriger Inaktivität tritt das Projekt wieder vermehrt in Erscheinung, sei es durch digitale Single- oder Wiederveröffentlichungen auf Vinyl, zuletzt im April 2024 mit neuem Material in Form einer EP über die offizielle Bandcamp- und YouTube-Kanalseite, während gleichzeitig weitere neue Arbeiten angekündigt wurden.

## Diskografie
- 1999: Werkraum I (Bucranion)
- 2000: Werkraum II (Bucranion)
- 2004: Unsere Feuer brennen! (Cold Spring)
- 2005: Kristalle (Ahnstern/Steinklang)
- 2008: Early Love Music (Ahnstern/Steinklang)
- 2009: Unsere Feuer brennen! (überarbeitete Neuveröffentlichung, Cold Spring)
- 2018: The Lore of Thy Great Fortune (Bucranion)
- 2024: Recognition of the Innermost (Bucranion)
- zahlreiche Kompilationbeiträge (Orkus, Steinklang, Ritual Magazine, Prophecy, Platipus)